# Dragon Ball Z: Supersonic Warriors 2
Dragon Ball Z: Supersonic Warriors 2 (ドラゴンボールZ 舞空烈戦?, Doragon Bōru Zetto: Bukū Ressen) è un videogioco per Nintendo DS di genere picchiaduro, dove appaiono molti personaggi della serie Dragon Ball Z, erede del videogioco Dragon Ball Z: Supersonic Warriors e presenta le stesse modalità di gioco.

## La lotta
Il gioco presenta uno stile di lotta in 2D. I personaggi hanno dei livelli di combattimento (Dragon Power nel videogioco) che variano da 1 a 7: più il livello è alto, più potente è il combattente.
La salute è misurata con una barra colorata, chiamata barra dei Punti Ferita che, via via che si viene colpiti, si svuota. Se si svuota completamente, si è sconfitti.

### Gli attacchi energetici
Premendo il pulsante R del Nintendo DS o combattendo con degli attacchi fisici si accumula Ki; questa serve a diversi scopi: per scagliarsi contro l'avversario con uno Slancio Mirato (consuma il 10% di Ki), per difendersi da qualunque tipo di attacco con la Barriera di Guardia (consuma velocemente tutto il Ki) o per attaccare il nemico con una Super Proiezione (consuma il 50% di Ki) o con degli attacchi energetici.
Gli attacchi energetici si suddividono in:
- Colpi Energetici. Un personaggio può scagliarne da 3 a 6 contemporaneamente. Sembrano delle piccole fiammelle dal colore che cambia a seconda del personaggio. Possono essere rispediti al mittente colpendoli con un attacco fisico. Consumano il 10% di Ki.
- Attacchi Speciali. Il consumo di Ki (dal 10 al 30%), l'aspetto e la potenza degli Attacchi Speciali variano da personaggio a personaggio. Alcuni possono essere rispediti al mittente colpendoli con un attacco fisico.
- Super Attacchi. Consumano il 50% di Ki, e sono diversi a seconda del personaggio e della posizione in cui si trova rispetto al suo avversario. A loro volta si dividono in 2 categorie:

Tecnica Raffica di Fuoco - Premi rapidamente il pulsante d'attacco per aumentare la potenza dell'attacco.
Capacità Continua - Tieni premuto il pulsante per aumentare la potenza.

### I super attacchi di squadra
Quando si ha la massima percentuale di Ki (200%), se si utilizzano certe combinazioni di personaggi si possono utilizzare dei super attacchi di squadra. Ecco l'elenco completo:
- Scarica Energetica - Crilin e Gohan (Bambino)
- Colpo Malvagio - Piccolo e Gohan (Bambino)
- Scambio di Corpi Speciale - Ginew e Goku
- Formazione Cracker - Ginew e Freezer
- Doppio Raggio Dissanguante - Dr. Gelo e Cell (2ª Fase)
- Kienzan Doppio - Crilin e Androide N°18
- Guerrieri Terrestri - Crilin e Yamcha/Tenshinhan
- Pura Malvagità - Freezer e Cell (Perfetto)
- Meteora Cieca - Freezer e Zarbon/Dodoria
- Coppia di Fendenti - Trunks (Ragazzo) e Gohan (Ragazzo)
- Spirale Infernale - Androide N°18 e Androide N°16/Androide N°17
- Kamehameha Famiglia - Goku e Gohan (Super Saiyan 2)
- Attacco Simulato - Goku e Piccolo
- Super Sfera Genkidama - Goku e Mr. Satan
- Cannone dell'Anima - Piccolo e Gohan (Super Saiyan 2)
- Colpo Esterno - Piccolo e Vegeta
- Attacco al Volo - Piccolo e Gotenks (Super Saiyan 3)
- Tempesta di Ghiaccio - Mecha Freezer e Cooler
- Kamehameha Supremo - Gohan (Ragazzo) e Goku (Super Saiyan)
- Distruttore Galick - Trunks (Super Saiyan) e Vegeta (Super Saiyan)
- Super Spada di Bajit - Goku (Super Saiyan) e Vegeta (Super Saiyan)
- Danza di Cell Jr. - Cell e Cell Jr
- Attacco di Mr. Satan - Bu (Buono) e Mr. Satan
- Ciambelle Galattiche - Gotenks (Super Saiyan 3) e Bu (Malvagio)
- Fendente Oscuro - Bu (Malvagio) e Darbula
- Super Attacco di Squadra Segreto N°1 - Goku, Vegeta e Piccolo
- Super Attacco di Squadra Segreto N°2 - Freezer, Cell (Perfetto) e Bu (Malvagio).
- Super Attacco di Squadra Segreto N°3 - Goku (Super Saiyan), Gohan (Ragazzo) e Gotenks (Super Saiyan 3).
- Super Attacco di Squadra Segreto N°4 - Trunks (Super Saiyan), Vegeta (Super Saiyan) e Gotenks (Super Saiyan 3).
- Super Attacco di Squadra Segreto N°5 - Goku, Gohan (Super Saiyan 2) e Bardack

### Gli attacchi supremi
Inoltre, quando si ha almeno il 150% di Ki e i Punti Ferita sono 30 o meno, si può assalire il nemico con un potente Attacco Supremo, che cambia da personaggio a personaggio. Ancora, con una certa percentuale di Ki (100, 150 o 200%) o anche senza, si possono attivare delle Capacità Speciali, che solitamente incrementano la forza di attacco; soltanto Gohan (Ragazzo) ne ha due.

### Gli attacchi fisici
Si utilizzano nel combattimento corpo a corpo per ferire l'avversario e per accumulare Ki. Possono essere deboli (+ 10% di Ki) o potenti (+ 20% di Ki). Per proteggersi dai colpi nemici senza l'utilizzo di una Barriera di Guardia, basta pararli con il pulsante B della consolle. Questo però porta al riempimento della Barra della Difesa, situata sotto quella dei Punti Ferita; se essa si riempie totalmente, il personaggio deve riprendersi e non può fare nulla, quindi diviene vulnerabile.

### Le proiezioni
Le proiezioni servono a fare breccia nella difesa dell'avversario; quando si è molto vicini ad esso, premendo contemporaneamente i pulsanti B e Y, si potrà attaccare esso anche se è in Guardia. Ci sono anche le Super Proiezioni, che consumano il 50% di Ki, sono molto più potenti di quelle normali ed esclusive di alcuni personaggi (Trunks Ragazzo, Trunks Super Saiyan, Freezer, Mecha Freezer, Broly e Bu Buono).

### Le capacità speciali
Premendo L, se l'Ki è a un determinato livello, si attiva un'abilità speciale. Con particolari personaggi (ad esempio Gohan Super Saiyan 2) e in determinate condizioni, la capacità speciale si attiva automaticamente. Anche il consumo dell'Ki varia a seconda del personaggio.

## Personaggi
I personaggi si suddividono in Combattenti e Personaggi di Supporto.

### I combattenti
I Combattenti, con i rispettivi Super Attacchi, Attacchi Supremi e Capacità Speciali, sono:

### Dragon Power 1
- Gohan (Bambino). Super Attacchi: Gekizeturanma, Renzoku Energy Dan, Masenko. Attacco Supremo: Magekisenkoudan. Capacità Speciale: Super Saiyan (Aumento della forza).
- Squadra Ginew. Super Attacchi: Psico-Triangolo, Rekoom Eraser Gun, Crasher Ball. Attacco Supremo: Ginew Storm. Capacità Speciale: Posa Speciale (Sottrae il 25% di Ki al nemico).
- Dr. Gelo. Super Attacchi: Photno Wave, Photon Explosion, Eye-Beam. Attacco Supremo: Succhiaenergia. Capacità Speciale: Barriera Assorbente (Assorbe i Colpi Energetici e gli Attacchi Speciali nemici e li tramuta in Ki).

### Dragon Power 2
- Crilin. Super Attacchi: Kienrenzan, Kamehameha, Soukidan. Attacco Supremo: Ryuuseikikoudan. Capacità Speciale: Vero Potenziale (Aumento della forza).
- Freezer (Corpo Perfetto). Super Attacchi: Death Beam, Explosive Wave, Psycho-explosion. Attacco Supremo: Death Ball. Capacità Speciale: Attivazione 100% (Aumento della forza).
- Trunks (Ragazzo). Super Attacchi: Lama Scattante, Spada Lampeggiante, Falce a Mezzaluna. Attacco Supremo: Lama Distruttrice. Capacità Speciale: Furia (Aumento della Forza se si combatte contro gli Androidi).
- C-18. Super Attacchi: Double Destroyer, Photon Assault, Photon Shot. Attacco Supremo: Energia Malvagia. Capacità Speciale: Energia Infinita (L'Ki non si consuma mai per un periodo limitato di tempo).

### Dragon Power 3
- Goku. Super Attacchi: Bicolpo del Drago, Kamehameha, Sfera Genkidama. Attacco Supremo: Kaiohken Livello 20. Capacità Speciale: Kaiohken (Aumento della forza).
- Piccolo. Super Attacchi: Makankuuhouidan, Sfera Genkidama Speciale, Gekiretsukoudan. Attacco Supremo: Shinmafukumetsu. Capacità Speciale: Rigenerazione (Ripristina i Punti Ferita).
- Vegeta. Super Attacchi: Dissanguamento, Cannone Galick, Scoppio di Meteore. Attacco Supremo: Fuoco Galick. Capacità Speciale: Consapevole Rivale (Quando combatti contro un nemico più forte di te, aumenta la tua resistenza).
- Mecha Freezer. Super Attacchi: Ciarpame Letale, Danza Malvagia, Incubo Esplosivo. Attacco Supremo: Re Fantasma. Capacità Speciale: Rilassati! (Ripristina i Punti Ferita).

### Dragon Power 4
- Gohan (Ragazzo). Super Attacchi: Kamehameha, Gekiretsumasendan, Gekiretsuhadan. Attacco Supremo: Super Kamehameha. Capacità Speciali: Super Saiyan (Aumento della forza) e Scarica Vera Potenza (Aumento della forza).
- Trunks (Super Saiyan). Super Attacchi: Finish Buster, Buster Cannon, Colpo Rapido. Attacco Supremo: Super Buster Cannon. Capacità Speciale: Super Saiyan 1.5 (Aumento della forza).
- Cell (2ª fase). Super Attacchi: Kienrenzan, Kamehameha, Gekiretsukoudan. Attacco Supremo: Assorbimento. Capacità Speciale: Autodistruzione (Quando i Punti Ferita sono meno di 30 ci si può autodistruggere per danneggiare l'avversario, rimanendo però con un solo Punto Ferita).
- Cooler. Super Attacchi: Elettrone di Neize, Lama di Sauzer, Pressione di Dore. Attacco Supremo: Arc Blast. Capacità Speciale: Onore Riscattato (Se c'è un Freezer nel tuo team e questi viene sconfitto, la forza aumenta).

### Dragon Power 5
- Goku (Super Saiyan). Super Attacchi: Super Colpi, Kamehameha, Super Colpo. Attacco Supremo: Super Saiyan 3. Capacità Speciale: Trasmissione Istantanea (Ci si può teletrasportare premendo la pulsantiera di comando e il pulsante L).
- Vegeta (Super Saiyan). Super Attacchi: Scoppio Planetare, Lampo Letale, Attacco Big Bang. Attacco Supremo: Scoppio Big Bang. Capacità Speciale: Consapevole Rivale (Vedi Vegeta).Unito a Babydy si trasforma in Majin Vegeta.
- Gotenks. Super Attacchi: Ciambelle Galattiche, Cannone V, Super Ghost Kamikaze Attack. Attacco Supremo: Ultra Super Saiyan. Capacità Speciale: Super Saiyan (Aumento della forza).
- Vegeta (Malvagio). Super Attacchi: Distruttore Letale, Scoppio Atomico, Scoppio di Meteore. Attacco Supremo: Esplosione Finale. Capacità Speciale: Sconfiggi Kakaroth! (Quando combatti contro Goku, la forza aumenta).
- Metal Cooler. Super Attacchi: Centro Rapido, Distruttore Letale, Nido di Ghiaccio. Attacco Supremo: Pioggia di Macchine. Capacità Speciale: Risurrezione (Se si viene sconfitti quando si ha almeno il 150% di Ki, Metal Cooler risorgerà con 30 Punti Ferita solo una volta per battaglia).

### Dragon Power 6
- Gohan (Super Saiyan 2). Super Attacchi: Magekidan, Kamehameha, Masenretsudan. Attacco Supremo: Scatto furente. Capacità Speciale: Frenesia (Quando gli altri membri della squadra sono sconfitti, la forza aumenta)
- Cell (Perfetto). Super Attacchi: Kamehameha, Assalto Supremo, Onda Suprema. Attacco Supremo: Impeto Potenza Max. Capacità Speciale: Orgoglio (Quando i Punti Ferita sono 30 o meno la forza aumenta).
- Bu (Buono). Super Attacchi: Esplosione Furiosa, Cannone dell'Innocenza, Benedizione Infernale. Attacco Supremo: Dolci Felici. Capacità Speciale: Rigenerazione (vedi Piccolo).
- Broly. Super Attacchi: Lancia Gigante, Corazza Distruttrice, Pianeta Geyser. Attacco Supremo: Meteora Esplosiva. Capacità Speciale: Sconfiggi Kakaroth! (Vedi Vegeta Malvagio).

### Dragon Power 7
- Gotenks (Super Saiyan 3). Super Attacchi: Ciambelle Galattiche, Attacco del Cinghiale, Super Ghost Kamikaze Attack. Attacco Supremo: Super Bombardiere Fantasma. Capacità Speciale: V di Vittoria! (Aumento della forza).
- Bu (Malvagio). Super Attacchi: Distruttore Zex, Tuffo d'Ira Omicida, Pioggia d'Assalto. Attacco Supremo: Spezzavita. Capacità Speciale: Colpo Potente (Gli attacchi lanciati fanno riempire più velocemente la barra della Difesa del nemico).

### I personaggi di supporto
Questi, invece, sono:

### Dragon Power 1
- Mr. Satan: Lancia bombe a caso.
- Yamcha: Usa il suo Artiglio del Lupo e se colpisce il nemico, lo danneggia lievemente e la sua barra della Difesa si riempie.
- Tenshinhan: Usa il Colpo del Cannone per colpire il nemico.

### Dragon Power 2
- Zarbon: Lancia moltissimi Colpi Energetici deviabili.
- Dodoria: Lancia moltissimi Attacchi Speciali deviabili.
- Cell Jr.: Colpisce il nemico alle spalle più volte.
- Darbula: Scaglia lance in direzione dell'obiettivo.
- Bardack: Manda istantaneamente l'Ki alla percentuale massima.

### Dragon Power 3
- Dende: Ripristina i Punti Ferita.
- Babidy: Causa il malfunzionamento dei comandi dell'obiettivo.
- Androide N°17: Respinge l'obiettivo con una barriera d'energia.
- Androide N°16: Lancia Super Attacchi (un po' più deboli di quelli normali) a ripetizione.

### Dragon Power 4
- Drago Shenron: Fa resuscitare un alleato sconfitto.

Inoltre, nella Modalità Trama, compaiono anche:
- Chichi (compare anche nello scenario Torneo Mondiale come spettatrice seduta accanto a lo Stregone del Toro e a Bulma)
- Videl
- Goten (compare anche nell'acrobazia introduttiva di Gotenks e nell'attacco di squadra segreto con Son Goku Super Saiyan e Son Gohan)
- Trunks bambino (compare anche nell'acrobazia introduttiva di Gotenks e nell'attacco segreto con Vegeta Super Saiyan e Mirai Trunks

Super Saiyan)
- Bulma con tre abiti diversi (compare anche nello scenario Torneo Mondiale come spettatrice seduta accanto a lo Stregone del Toro e a Chichi)
- Re Cold (compare anche nell'Attacco Supremo di Mecha Freezer)
- Jiaozi (compare anche nel Super Attacco di Squadra "Guerrieri Terrestri")
- Yajirobei (compare anche nel Super Attacco di Squadra "Guerrieri Terrestri")
- Sauzer (compare anche in un Super Attacco di Cooler e nella sua posa finale)
- Doray (compare anche in un Super Attacco di Cooler e nella sua posa finale)
- Neize (compare anche in un Super Attacco di Cooler e nella sua posa finale)
- Radish (solo citato)
- Paragas
- Guldo (compare anche in un Super Attacco e nell'Attacco Supremo di Ginew)
- Butter (compare anche in una Proiezione e nell'Attacco Supremo di Ginew)
- Jeeth (compare anche in un Super Attacco e nell'Attacco Supremo di Ginew)
- Rekoom (compare anche in un Super Attacco e nell'Attacco Supremo di Ginew)
- Big Gete Star (come sfondo e scenario)
- Kaioshin dell'Est
- Kaioshin il Sommo
- Dio della Terra
- Re Kaio del Nord

## Modalità di gioco
Ci sono in tutto 7 modalità di gioco.
- Battaglia Z: Combatti contro avversari controllati dal computer, l'ultimo dei quali è più potente del solito.
- Modalità Trama: Segui le entusiasmanti storie dei personaggi accompagnate da numerose trame alternative per sbloccare diversi power-up.
- Battaglia VS: Combatti in modalità wireless contro un amico.
- Massimo: Diviso in tre gradi: Principiante, Difficile e Mania. Scontrati con moltissime combinazioni di personaggi più o meno forti.
- Battaglia libera: Scegli i tuoi avversari e combatti.
- Pratica: Impara a giocare nei panni di Gotenks oppure combattere contro un avversario innocuo comandato dalla CPU.
- File Dati: Ottieni informazioni sui personaggi e sulle loro mosse.

## Scenari
Ci sono in tutto 15 scenari.
- Rovine: una città futuristica distrutta dagli androidi. Scenario di grandezza standard.
- Stanza Spirito e Tempo: innumerevoli guerrieri sono venuti qui per allenarsi. Scenario di dimensioni standard.
- Pianeta Namecc: un'ampia area aperta di Namecc da cui si può vedere la casa del Capo dei Saggi. Il terreno esteso e uniforme attribuisce a questo scenario un piacevole equilibrio.
- Campo Ghiacciato: un paesaggio ghiacciato utilizzato per girare pellicole cinematografiche. Scenario di ampiezza standard ma dal soffitto basso.
- Gioco di Cell: Cell è stato sfidato su questo ring. Scenario dalle pareti ravvicinate e struttura irregolare.
- Nave spaziale di Babidy: questa sala all'interno della nave spaziale di Babidy costituisce lo scenario più angusto di tutto il gioco, caratterizzato da pareti ravvicinate e soffitto basso.
- Torneo Mondiale: al famoso Torneo Mondiale, fa di nuovo la sua apparizione Bu.
- Grande stella Gete: qui è stato sfidato Metal Cooler. Scenario dalla struttura irregolare.
- Regione selvaggia: un luogo testimone di numerose battaglie. Alcune volte si possono avvistare degli aeroplani. Grandezza standard.
- Mondo di Re Kaio: qui nel mondo dei Kaioh, la Spada Z, conficcata in una collina, regala uno spettacolo mozzafiato. Uno scenario standard.
- Isola deserta: un'isola deserta, la cui bellezza è stata contaminata da aspre battaglie tra guerrieri del calibro di Piccolo, C° 17, Cell e Vegeta...
- Nuovo pianeta Vegeta: il pianeta teatro di una violenta battaglia contro il leggendario Super Saiyan Broly. Uno scenario standard.
- Capitale occidentale: uno scenario indimenticabile per la sua grandiosità.
- Terra Santa di Karin: il tempio di Dio è situato nel cielo. Questo è lo scenario dagli spazi più ampi di tutto il gioco e consente il massimo raggio di movimento.
- Namecc distrutto: Il leggendario scenario in cui Goku è diventato Super Saiyan. I suoi confini sono ristretti, e sullo sfondo si può notare il drago Polunga.

## Errori
Nel gioco vi sono numerosi errori di traduzione: essa infatti in alcuni punti è letterale, non corretta se non completamente assente: i rispettivi esempi si trovano in diversi punti della storia di Vegeta, nel nome di alcuni Super Attacchi (come nel caso del Makankosappo di Piccolo, tradotto come Sfera Genkidama Speciale) e in un livello della storia di Trunks.